# 岩井隆
岩井 隆（いわい たかし、1970年1月29日 - ）は、日本の高校野球指導者。花咲徳栄高等学校社会科教諭、硬式野球部監督。

## 経歴
川口市立幸並中学校から神奈川県の桐光学園高等学校に進学。高校時代の恩師は後に花咲徳栄高等学校の監督に就任する稲垣人司だった。
高校卒業後、東北福祉大学に進学。野球部の同級生には斎藤隆、金本知憲、2学年先輩には佐々木主浩がいた。
大学卒業後は1992年から花咲徳栄高校に社会科教諭として赴任。野球部のコーチも兼ねる。(1989年から稲垣が同校の野球部監督を務めていた)師匠の稲垣と共に野球部の指導に尽力した。
しかし稲垣が2000年10月15日に同校グラウンドで横浜隼人高等学校との練習試合中にベンチで倒れ心筋梗塞のため急逝。2001年に稲垣の後任として監督に就任した。2017年には埼玉県勢としては初めて夏の甲子園大会で優勝した。
2019年には、指導者の黄金世代と呼ばれる「昭和44年世代」の監督のうちで唯一、5年連続で甲子園での夏の選手権大会出場を果たした。ちなみに「昭和44年世代」の指導者には、他に西谷浩一（大阪桐蔭監督）や、門馬敬治（元東海大相模・現創志学園監督）、吉田洸二（山梨学院監督）などがいる。
信条は「心の野球」。
恩師の稲垣を深く敬愛しており、「オヤジ」と呼び慕っていた。

## 発言
2024年6月にnumberwebの取材に対し、2023年夏の高校野球で優勝した慶應義塾高等学校野球部の「エンジョイベースボール」「髪型自由」方針やそれを賛美するメディアの姿勢には違和感があると苦言を呈した。
岩井曰く、「民族性なのかもしれないですけど、0か100かの捉え方になってしまっているなと思います。もう少しゆっくり、大らかであってもいいんじゃないかなと。昭和のメリット、デメリットはあるし、今のメリット、デメリットもある。現在ばかりを見て、過去と未来を見ないというのは私たちのやることじゃないと思います。海外では神を冒涜しなければ何をやっても許されるところがありますよね。
一方で、宗教を持たない日本人の基本が何かといったら、美意識だと思う。つまり『型』が第一にくる。まず何を教えるのかといったら、それは躾であったり、規制であったり、モラルやルールを守ること。相手を称えるとか、勝ち負けだけではない大事な部分です。それらを教えることが僕らの役目だと思っています」と持論を述べた上で、
慶応高校野球部の森林貴彦監督に関しては「森林監督とは仲が良いですけど、決して世間で言われているような印象ではなくて、厳しい指導者だと思います。それがなぜあんな形で取り上げられたのかなと思う。否定的な意味ではなくて、ですよ。取り上げられなきゃいけないのは学生であって、監督の発言じゃないんです」とメディアの報道姿勢のあり方に違和感を受けた事を語った。
また岩井曰く、高校野球は学校教育の一環であり、「授業」と同じという認識で「審判が先生。4人いて真ん中の人が体育主任。では、その人に文句を言いますか。授業の中で、態度に出しますか。唾を吐きますかっていうことです。あんなに（試合時間を）急かされたら全部出し切れない……ではなくて、甲子園のルール、2時間の中で出し切るっていうことを教えていかなきゃいけない。甲子園は型を教えるところ」と語った。

## 主な教え子
- 阿部俊人
- 根元俊一
- 愛斗
- 若月健矢
- 楠本泰史
- 高橋昂也
- 岡﨑大輔
- 西川愛也
- 清水達也
- 長谷川威展
- 松井颯
- 野村佑希
- 韮澤雄也
- 井上朋也
- 味谷大誠
- 藤田大清
- 石塚裕惺

## 著書
- 『道を教え、「自立」へ導く 花咲徳栄の人間育成術』（2018年2月19日、カンゼン）